# Crkva sv. Nikole u Splitu
Crkva sv. Nikole (Mikule) na Stagnji je rimokatolička sakralna građevina u splitskom Velom Varošu.

## Opis
Crkva sv. Nikole je starohrvatska predromanička jednobrodna građevina oblika grčkog križa s pravokutnom apsidom i upisanim transeptom nad kojim se dizala kupola, a kasnije zvonik. U crkvi se nalaze četiri monolitna antička stupa iz Dioklecijanove palače ukrašena predromaničkim kapitelima, koja nose konstrukciju uzdužnog i poprečnog bačvastog svoda. Na krovu je četvrtasta kupola, koja sa svake strane ima po tri slijepe arkade.Crkva je pokrivena pločama.
Na nadvratniku je latinski natpis koji navodi donatora: čestitog građanina Ivana i njegovu ženu Tihu, a na unutrašnjem natpisu spominje se i Ivanova sestra Stana.

## Povijest
Njenu gradnju započela je 1068. godine Nemira Mesagalina, a gradnju su nastavili njen brat Ivan i žena mu Tiha, potkraj 11. ili početkom 12. stoljeća, kada je izgrađen niski zvonik umjesto prvotne kupole.
Crkva je kasnije produžena, a dogradnjom sakristije ostala je bez apside, pa je i kupola bila uklonjena da bi se mjesto nje postavio masivni zvonik na preslicu.
Godine 1119. se spominje još jedna crkva sv. Nikole, označeno de Collegaci, no nije pouzdano sigurno radi li se o istoj crkvi. Nekoć je bila poznata kao crkva sv. Nikole de Pedemontis, (hr. u podnožju brda [Marjana]) zbog čega, kao i ostale varoške, pripada skupini marjanskih crkava.
Godine 1951. crkva je obnovljena i vraćen joj je prvotni oblik. Zvonik na preslicu je skinut i postavljen je s južne strane crkve. Crkva je 1962. godine uvrštena u Registar spomenika kulture. Duga je s apsidom 10,50 i široka 5 metara.
Crkva je potkraj 17. stoljeća bila produžena na zapadnoj i istočnoj strani, a na mjestu porušene apside izgrađena je sakristija. Restauratorskim zahvatima obavljenima 1949. godine, crkvi je vraćen izvorni izgled.

## Zaštita
Pod oznakom Z-4631 zavedena je kao nepokretno kulturno dobro - pojedinačno, pravna statusa zaštićena kulturnog dobra, klasificiranog kao sakralna graditeljska baština.

## Vanjske poveznice
|  | Zajednički poslužitelj ima još gradiva o temi Crkva sv. Nikole u Splitu |

- Marjanske crkvice - visitsplit.com